# Красное (Первомайский район)
Красное (укр. Красне) — село,
Красненский сельский совет,
Первомайский район,
Харьковская область.
Код КОАТУУ — 6324584701. Население по переписи 2001 года составляет 301 (133/168 м/ж) человек.
Является административным центром Красненского сельского совета, в который, кроме того, входят сёла
Новое,
Задорожнее,
Червоное и
Новая Семеновка.

## Географическое положение
Село Красное примыкает к сёлам Задорожнее и Червоное.
По селу протекает пересыхающий ручей с несколькими запрудами.
Рядом проходит автомобильная дорога Т-2107.

## История
- конец 18 ст. — основано как имение Кнайбе.
- 1918 — изменён статус на посёлок Красное.
- 2008 — изменён статус на село Красное.

## Достопримечательности
- Братская могила советских воинов. Похоронено 187 воинов.